# Большой Атмас (Татарстан)
Большой Атмас (тат. Олы Укмас) — деревня в Рыбно-Слободском районе Татарстана. Входит в состав Шумковского сельского поселения.

## География
Находится на реке Атмаска, в 17 км к северу от посёлка городского типа Рыбная Слобода.

## История
Известна с периода Казанского ханства. Первыми поселенцами были чуваши, которые со временем отатарились.
В XVIII — первой половине XIX века жители относились к сословию государственных крестьян. Их основные занятия в этот период — земледелие и разведение скота.
В «Списке населенных мест по сведениям 1859 года», изданном в 1866 году, населённый пункт упомянут как казённая деревня Большой Атмас 1-го стана Лаишевского уезда Казанской губернии. Располагалась при речке Янчиковой, по левую сторону старого торгового Оренбургского тракта, в 42 верстах от уездного города Лаишево и в 35 верстах от становой квартиры во владельческом селе Шуран (Христорождественское). В деревне, в 15 дворах жили 114 человек (60 мужчин и 54 женщины), была мечеть.
В начале XX века здесь также действовали мектеб, мельница, 2 бакалейные лавки. В этот период земельный надел сельской общины составлял 426,5 десятин.
До 1920 года деревня входила в Бетьковскую волость Лаишевского уезда Казанской губернии. С 1920 года в составе Лаишевского кантона ТАССР. С 14 февраля 1927 года в Рыбно-Слободском, с 19 февраля 1944 года в Салтанском, с 5 апреля 1946 года в Корноуховском, с 19 ноября 1954 года в Рыбно-Слободском, с 1 февраля 1963 года в Пестречинском, с 12 января 1965 года в Рыбно-Слободском районах.
В 1931 году в деревне был организован колхоз. В 1998 году —  сельскохозяйственный кооператив «Шумково».

## Население
| 1782 | 1859 | 1897 | 1908 | 1920 | 1926 | 1949 | 1958 | 1970 | 1989 | 2002 | 2010 | 2020 |
| ---- | ---- | ---- | ---- | ---- | ---- | ---- | ---- | ---- | ---- | ---- | ---- | ---- |
| 31   | 114  | 259  | 357  | 215  | 349  | 296  | 327  | 318  | 238  | 147  | 121  | 98   |

Национальный состав села — татары.

## Экономика
Жители работают в открытом акционерном обществе «Казанский жировой комбинат» (село Усады Лаишевского района), обществе с ограниченной ответственностью «Логос» (посёлок городского типа Рыбная Слобода).

## Религия
Действует мечеть (с 2004 г.).